# 中国民主促进会安徽省委员会
中国民主促进会安徽省委员会，简称民进安徽省委、安徽民进，是中国民主促进会在安徽省的地方组织。

## 简介
1981年12月12日，中国民主促进会安徽省直属支部成立。1984年11月29日至12月2日，中国民主促进会安徽省第一次代表大会在合肥召开，选举产生民进安徽省第一届委员会。
截至2018年底，安徽民进会员总数为4513人。共有市级委员会15个，基层组织279个。

## 历届领导
- 第一届：滕茂桐
- 第二届：吴东之
- 第三届：吴东之
- 第四届：朱维芳
- 第五届：朱维芳
- 第六届：朱维芳
- 第七届：李和平
- 第八届：李和平[2]